# Ульяново (Лукояновський район)
Ульяново (рос. Ульяново) — село в Лукояновському районі Нижньогородської області Російської Федерації.
Населення становить 908 осіб. Входить до складу муніципального утворення город Лукоянов.

## Історія
Від 2009 року входить до складу муніципального утворення город Лукоянов.

## Населення
| 2002 | 2010 | 2011 | 2012 | 2013 | 2014 | 2016 |
| ---- | ---- | ---- | ---- | ---- | ---- | ---- |
| 3419 | ↘953 | ↘950 | ↗952 | ↘950 | ↘926 | ↗955 |
| 2017 |      |      |      |      |      |      |
| ↘948 |      |      |      |      |      |      |